# ATP Challenger Celle
Der ATP Challenger Celle (offiziell: Celle Challenger) war ein Tennisturnier, das 1994 einmalig in Celle, Niedersachsen, stattfand. Es gehörte zur ATP Challenger Tour und wurde in der Halle auf Teppich gespielt.

## Liste der Sieger

### Einzel
| Jahr | Sieger       | Finalgegner     | Ergebnis |
| ---- | ------------ | --------------- | -------- |
| 1994 | Albert Chang | Alexander Mronz | 7:6, 6:1 |

### Doppel
| Jahr | Sieger                     | Finalgegner                | Ergebnis      |
| ---- | -------------------------- | -------------------------- | ------------- |
| 1994 | Bill Behrens Kirk Haygarth | Alexander Mronz Arne Thoms | 6:4, 4:6, 6:3 |